# Upp
Upp – obszar niemunicypalny w hrabstwie Mendocino, w Kalifornii (Stany Zjednoczone), na wysokości 409 m. Znajduje się około 2 km na północ od Willits.